# John May Taylor

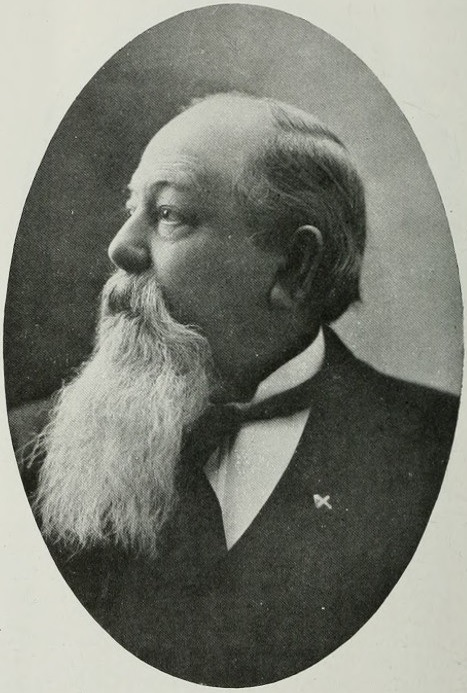
John May Taylor, 1911

John May Taylor (* 18. Mai 1838 in Lexington, Henderson County, Tennessee; † 17. Februar 1911 ebenda) war ein US-amerikanischer Politiker. Zwischen 1883 und 1887 vertrat er den Bundesstaat Tennessee im US-Repräsentantenhaus.

## Werdegang
John Taylor besuchte die Male Academy in seiner Heimatstadt Lexington und die Union University in Murefreesboro. Nach einem anschließenden Jurastudium an der Cumberland University in Lebanon und seiner im Jahr 1861 erfolgten Zulassung als Rechtsanwalt begann er in Lexington in seinem neuen Beruf zu arbeiten. Während des Bürgerkrieges war er Offizier im Heer der Konföderation; dabei stieg er bis zum Hauptmann auf.
Nach dem Krieg begann Taylor als Mitglied der Demokratischen Partei auch eine politische Laufbahn. In den Jahren 1869 und 1870 war er Bürgermeister seiner Heimatstadt Lexington. 1870 nahm er auch als Delegierter an einer Versammlung zur Überarbeitung der Verfassung von Tennessee teil. Zwischen 1870 und 1878 fungierte er als leitender Staatsanwalt im elften Gerichtsbezirk seines Staates. Im Jahr 1880 war Taylor Delegierter zur Democratic National Convention in Cincinnati, auf der Winfield Scott Hancock als Präsidentschaftskandidat nominiert wurde. Von 1881 bis 1882 saß er als Abgeordneter im Repräsentantenhaus von Tennessee.
Bei den Kongresswahlen des Jahres 1882 wurde Taylor im achten Wahlbezirk von Tennessee in das US-Repräsentantenhaus in Washington, D.C. gewählt, wo er am 4. März 1883 die Nachfolge von John DeWitt Clinton Atkins antrat. Nach einer Wiederwahl konnte er bis zum 3. März 1887 zwei Legislaturperioden im Kongress absolvieren. Ab 1885 war er Vorsitzender des Ausschusses zur Kontrolle der Ausgaben des Marineministeriums. Nach seinem Ausscheiden aus dem US-Repräsentantenhaus praktizierte John Taylor wieder als Anwalt. Im  Jahr 1892 wurde er in den Senat von Tennessee gewählt. Ab 1895 war er in verschiedenen Positionen als Richter tätig. Er starb am 17. Februar 1911 in seiner Heimatstadt Lexington, wo er auch beigesetzt wurde.